# خلل الحركة الناجم عن الليفودوبا
خلل الحركة الناجم عن الليفودوبا (اختصارًا LID) هو أحد أشكال خلل الحركة المرتبط بتناول دواء الليفودوبا (لي – دوبا)، الذي يُستخدم في علاج مرض باركنسون. غالبًا ما يشمل أعراض فرط الحركة، بما في ذلك الرقاص، وخلل التوتر والكنع.
في سياق مرض باركنسون (بّي دي)، غالبًا ما يتطور خلل الحركة بسبب العلاج بالدوبامين على المدى الطويل. تظهر تقلبات الحركة هذه لدى ما يصل إلى 80% من مرضى باركنسون بعد 5-10 سنوات من العلاج بالليفودوبا، مع تزايد هذه النسبة باستمرار بمرور الوقت. بالنسبة إلى علاقتها مع جرعة اللي – دوبا، تتطور اضطرابات خلل الحركة بشكل شائع في فترة وصول تركيز ليفودوبا بلازما الدم إلى أقصاه، إذ يُطلق عليها بناءً على ذلك اسم خلل الحركة الناجم عن ذروة الجرعة (بّي دي دي). مع ترقي المرض، قد يظهر المرضى أعراض خلل الحركة ثنائي الطور (دي دي)، التي تحدث بالتزامن مع ارتفاع تركيز الدواء وانخفاضه. في حالات خلل الحركة الشديدة أو ذات التأثير السلبي على جودة حياة المريض، قد يكون من الضروري إنقاص جرعة اللي – دوبا، لكن يترافق هذا في بعض الحالات مع مزيد من التراجع في الأداء الحركي. نتيجة لذلك، يُعد خلل الحركة الناجم عن الليفودوبا صعب العلاج بمجرد تطوره. من بين العلاجات المختلفة، أثبتت مضادات إن – ميثيل – دي – أسبارتات (إن إم دي إيه)، (مستقبلات الغلوتامات)، بالإضافة إلى الأمانتادين، فعاليتها السريرية في عدد صغير من التجارب المنضبطة المعشاة المعتمدة على العلاج الوهمي، بينما اقتصرت النتائج الواعدة التي أظهرتها علاجات أخرى على النماذج الحيوانية. لم تظهر المحاولات الأخرى لعلاج خلل الحركة المعتدل باستخدام علاجات أخرى مثل أدوية البروموكريبتين (البارلوديل)، ناهضات الدوبامين، أي فعالية تُذكر. في محاولة منهم لتفادي خلل الحركة، غالبًا ما يكون المرضى المصابون بأحد الأشكال مبكرة الظهور للمرض أو بمرض باركنسون مبكر الظهور (واي أو بّي دي) مترددين حيال بدء العلاج بالليفودوبا حتى وجود ضرورة ملحة لبدء العلاج، خوفًا من الإصابة بحالة شديدة من خلل الحركة في وقت لاحق من حياتهم. تشمل البدائل استخدام ناهضات الدوبامين (دي إيه) (على سبيل المثال، الروبينيرول أو البرامبيكسول) كعلاج مبكر عوضًا عن الليفودوبا ما يسمح بتأخير الحاجة إلى استخدامه. بالإضافة إلى ذلك، أظهرت مراجعة فعالية كبيرة لاستخدام أدوية الليفودوبا الأولية القابلة للذوبان في تجنب تغيرات تركيز المادة في الدم التي قد تكون مسؤولة عن التقلبات الحركية وخلل الحركة المرافق في الجسم الحي.

## الآلية
من المعتقد أن خلل الحركة الناجم عن الليفودوبا عائد إلى التغيرات المرضية في توصيل الإشارة قبل المشبكي وبعد المشبكي في المسار السوداوي المخططي (الجسم المخطط الظهري). يُعتقد أيضًا وجود دور مساهم لكل من مرحلة المرض، وجرعة الليفودوبا، وتكراريتها وصغر عمر المريض عند ظهور الأعراض في شدة الحركات اللاإرادية المرتبطة بخلل الحركة الناجم عن الليفودوبا.
في التجارب المستخدمة للتسجيلات الفيزيولوجية الكهربائية في الوقت الحقيقي لدى الحيوانات النشطة واليقظة، أظهر خلل الحركة الناجم عن الليفودوبا ارتباطًا وثيقًا مع تذبذبات غاما القشرية المترافق مع فرط التعبير عن «دلتا – سي إف أو إس» (Δc-fos)، الذي ينتج على الأرجح عن خلل تنظيم إشارات الدوبامين في الدارة القشرية العقدية القاعدية. أمكن استنتاج هذا بشكل جزئي من خلال انخفاض وسم هيدروكسيلاز التيروسين (تي إتش) في القشرة المخية – بالإضافة إلى قدرة أحد مضادات مستقبلات الدوبامين 1، التي تصل بشكل حصري إلى القشرة المخية، على تخفيف خلل الحركة في وقت الذروة.
يمكن لفرط التعبير عن «دلتا إف أو إس بي» (ΔFosB) في الجسم المخطط الظهري (المستر السوداوي المخططي للدوبامين) بواسطة الناقلات الفيروسية توليد خلل الحركة الناحم عن الليفودوبا لدى النماذج الحيوانية الخاصة بمرض باركنسون. يمكن ملاحظة فرط التعبير عن «دلتا إف أو إس بي» المخططية الظهرية لدى كل من القوارض والرئيسيات المصابة بخلل الحركة؛ علاوة على ذلك، أظهرت الدراسات التالية للوفاة على الأفراد المصابين بمرض باركنسون، ممن خضعوا للعلاج باستخدام الليفودوبا، وجود حالة مشابهة من فرط التعبير عن «دلتا إف أو إس بي».